# Viață extraterestră
- Căutarea planetelor extrasolare (imagine: telescopul Kepler)
- Ascultarea semnalelor extraterestre care indică inteligența (imagine: seria de radiotelescoape Allen)
- Explorarea robotică a Sistemului Solar (imagine: roverul Curiosity pe Marte)

Viața extraterestră  este viața ipotetică care poate apărea în afara Pământului și care nu a avut originea pe Pământ. O astfel de viață ar putea varia de la simple procariote (sau forme de viață comparabile) la ființe inteligente mult mai complexe decât oamenii. Ecuația Drake speculează despre existența vieții inteligente altundeva în univers. Știința vieții extraterestre în toate formele ei este cunoscută sub numele de astrobiologie.
De la mijlocul secolului al XX-lea, au loc cercetări active în curs de desfășurare pentru a căuta semne de viață extraterestră. Conceptul de viață extraterestră, și în special inteligența extraterestră, a avut un impact cultural major, în special în operele științifico-fantastice. Prima utilizare publicată a cuvântului extraterestru ca substantiv a avut loc în 1956, în timpul Epocii de Aur a științifico-fantasticului. De-a lungul anilor, științifico-fantasticul a comunicat idei științifice, a imaginat o gamă largă de posibilități și a influențat interesul publicului și perspectivele vieții extraterestre. Un spațiu comun este dezbaterea asupra înțelepciunii încercării de a comunica cu inteligența extraterestră. Unii încurajează metodele agresive pentru a încerca contactul cu viața extraterestră inteligentă. Alții — invocând tendința societăților umane avansate din punct de vedere tehnologic de a înrobi sau distruge societățile mai puțin avansate — susțin că poate fi periculos să atragem atenția în mod activ asupra Pământului.
Din cauza lipsei de dovezi pro sau contra, orice abordare științifică a subiectului ia întotdeauna forma unor presupuneri și estimări. Trebuie remarcat faptul că subiectul are și un număr mare de teorii informale și paraștiințifice, care depășesc cu ușurință criteriile oricărei epistemologii științifice, de exemplu, făcând afirmații nefalsificabile conform criteriilor lui Popper și, prin urmare, sunt considerate pseudoștiințe. 
În 2021, a fost propusă o scară „Confidence of Life Detection” (CoLD) pentru raportarea dovezilor vieții dincolo de Pământ.

## Cadru general

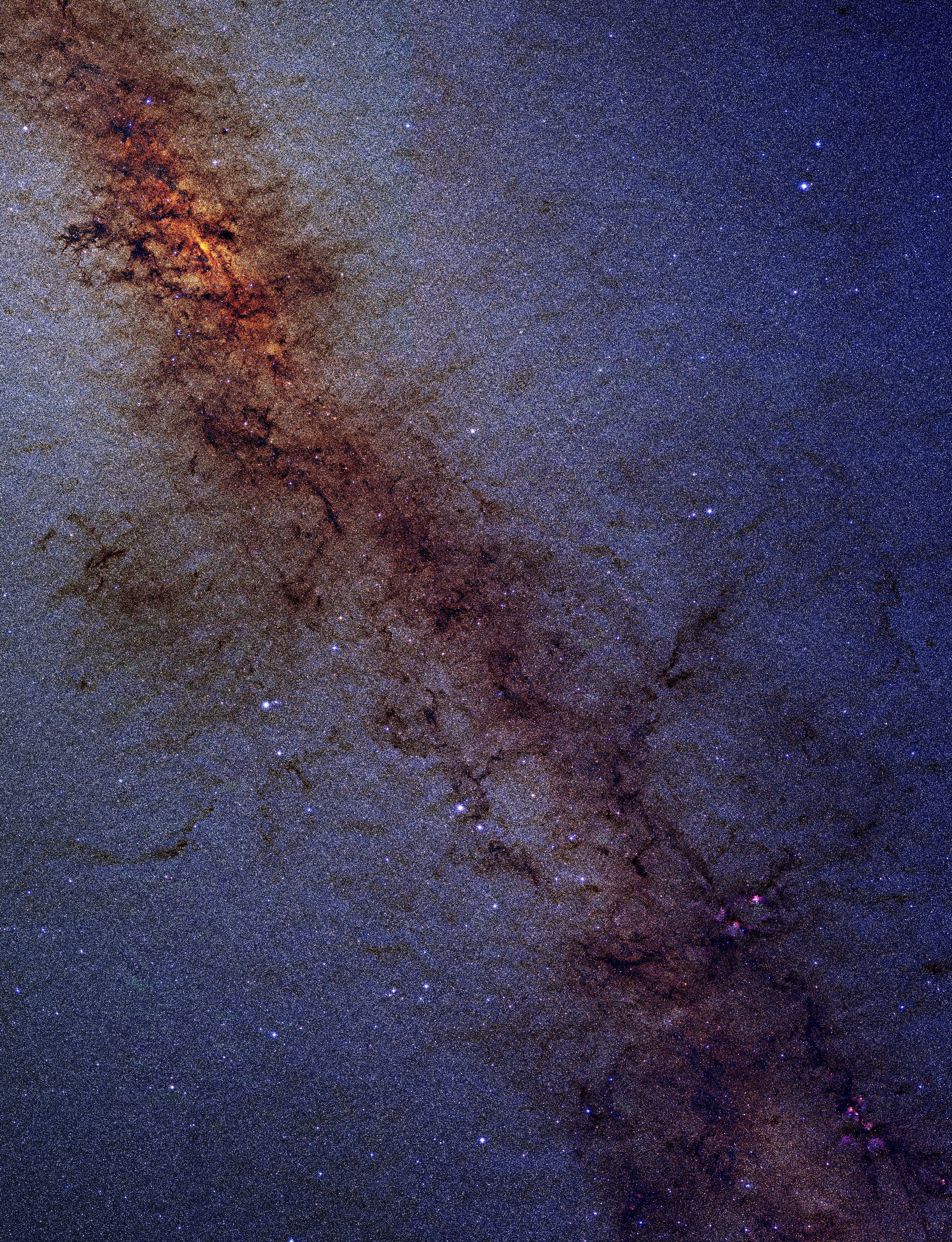
Astronomii au descoperit în galaxia Calea Lactee stele care au aproape 13,6 miliarde de ani vechime.

S-a emis ipoteza că viața extraterestră, cum ar fi microorganismele, există în Sistemul Solar și în tot Universul. Această ipoteză se bazează pe dimensiunea vastă și pe legile fizice consistente ale Universului observabil. Conform acestui argument, adus de oamenii de știință, cum ar fi Carl Sagan și Stephen Hawking, precum și personalități notabile, cum ar fi Winston Churchill, ar fi improbabil ca viața să nu existe și în altă parte decât pe Pământ. Acest argument este întruchipat în Principiul copernican, care afirmă că Pământul nu ocupă o poziție unică în Univers, și principiul mediocrității, care afirmă că nu există nimic special în viața de pe Pământ. Chimia vieții poate a început la scurt timp după Big Bang, acum 13,8 miliarde de ani, în timpul unei epoci locuibile când Universul avea doar 10-17 milioane de ani.
Viața poate să fi apărut independent în multe locuri din Univers. Alternativ, viața s-ar putea să se fi format mai rar, apoi să se fi răspândit — prin meteoriți, de exemplu — între planetele locuibile într-un proces numit panspermie. În orice caz, molecule organice complexe s-ar putea să se fi format în discul protoplanetar de praf cosmic din jurul Soarelui înainte de formarea Pământului. Conform acestor studii, acest proces poate avea loc în afara Pământului, pe mai multe planete și luni ale Sistemului Solar și pe planetele altor stele.
Din anii 1950, astronomii au propus că „zonele locuibile” din jurul stelelor sunt cele mai probabile locuri unde ar exista viață. Numeroase descoperiri ale unor astfel de zone din 2007 au generat estimări numerice pentru multe miliarde de planete cu compoziții asemănătoare Pământului. La 4 noiembrie 2013, astronomii au raportat, pe baza datelor misiunii spațiale Kepler, că ar putea exista până la 40 de miliarde de planete de dimensiunea Pământului care orbitează în zonele locuibile ale stelelor asemănătoare Soarelui și ale piticelor roșii din Calea Lactee. Dintre acestea, 11 miliarde pot orbita stele asemănătoare Soarelui. Cea mai apropiată astfel de planetă poate fi la 12 ani-lumină distanță, potrivit oamenilor de știință.

## Baze biochimice
Viața pe Pământ necesită apa ca solvent în care au loc reacții biochimice. Cantități suficiente de carbon și alte elemente, împreună cu apa, ar putea permite formarea de organisme vii pe planete telurice cu o compoziție chimică și un interval de temperatură similar cu cel al Pământului. Viața bazată pe amoniac (mai degrabă decât pe apă) a fost sugerată ca alternativă, deși acest solvent pare mai puțin potrivit decât apa. De asemenea, este de imaginat că există forme de viață al căror solvent este o hidrocarbură lichidă, cum ar fi metanul, etanul sau propanul.
Aproximativ 29 de elemente chimice joacă roluri active în organismele vii de pe Pământ. Aproximativ 95% din materia vie este construită doar pe șase elemente: carbon, hidrogen, azot, oxigen, fosfor și sulf. Aceste șase elemente formează blocurile de bază ale întregii vieți de pe Pământ.
Caracteristicile unice ale carbonului fac improbabil ca acesta să poată fi înlocuit, chiar și pe o altă planetă, pentru a genera biochimia necesară vieții. Atomul de carbon are capacitatea unică de a face patru legături chimice puternice cu alți atomi, inclusiv cu alți atomi de carbon. Aceste legături covalente au o direcție în spațiu, astfel încât atomii de carbon pot forma scheletele structurilor complexe tridimensionale cu arhitecturi definite, cum ar fi acizii nucleici și proteinele. Carbonul formează mai mulți compuși decât toate celelalte elemente combinate. Marea versatilitate a atomului de carbon și abundența lui în universul vizibil îl fac elementul cel mai probabil să furnizeze bazele — chiar și cele exotice — pentru compoziția chimică a vieții pe alte planete.

## Habitabilitatea planetară în Sistemul Solar

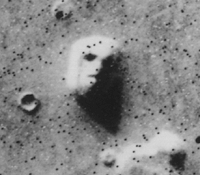
„Chipul de pe Marte”. Punctele negre care dau imaginii un aspect pătat sunt erori de date.

Unele corpuri din Sistemul Solar au potențialul pentru un mediu în care poate exista viață extraterestră, în special cele cu posibile oceane subterane. Dacă viața ar fi descoperită în altă parte a Sistemului Solar, astrobiologii sugerează că va fi mai probabil sub formă de microorganisme extremofille. Conform Strategiei de astrobiologie a NASA din 2015, „Cel mai probabil, viața de pe alte lumi include microbi, iar orice sistem viu complex din altă parte este probabil să fi apărut și să se întemeieze pe viața microbiană. Informații importante despre limitele vieții microbiene pot fi obținute din studii ale microbilor de pe Pământul modern, precum și ubicuitatea și caracteristicile lor ancestrale”.
Cercetătorii au descoperit o gamă uimitoare de organisme subterane, în mare parte microbiene, adânc subteran și estimează că aproximativ 70% din numărul total de bacterii și organisme archaea de pe Pământ trăiesc în scoarța terestră. Rick Colwell, membru al echipei Deep Carbon Observatory de la Universitatea de Stat din Oregon, a declarat pentru BBC: „Cred că este probabil rezonabil să presupunem că subsuprafața altor planete este locuibilă, mai ales că am văzut aici, pe Pământ, că organismele pot funcționa departe de lumina solară folosind energia furnizată direct din rocile situate adânc sub pământ”.
Marte poate avea medii subterane de nișă în care ar putea exista viață microbiană. Un mediu marin subteran pe luna Europa a lui Jupiter ar putea fi cel mai probabil habitat din Sistemul Solar, în afara Pământului, pentru microorganismele extremofile.
Ipoteza panspermiei propune ca viața de oriunde din Sistemul Solar poate avea o origine comună. Dacă viața extraterestră ar fi fost găsită pe un alt corp din Sistemul Solar, ea ar fi putut să provină de pe Pământ, așa cum viața de pe Pământ ar fi putut fi însămânțată din altă parte (exogeneză). Prima mențiune cunoscută a termenului „panspermie“ a fost în scrierile filosofului grec Anaxagora din secolului al V-lea î.Hr. În secolul al XIX-lea, termenul a fost reînviat în formă modernă de mai mulți oameni de știință, printre care Jöns Jakob Berzelius (1834), Kelvin (1871), Hermann von Helmholtz(1879) și, ceva mai târziu, de Svante Arrhenius (1903). Fred Hoyle (1915–2001) și Chandra Wickramasinghe (n. 1939) sunt susținători importanți ai ipotezei care a susținut că formele de viață continuă să pătrundă în atmosfera Pământului și ar putea fi responsabile pentru izbucniri epidemice, noi boli și noutate genetică necesară macroevoluției.
Panspermia dirijată se referă la transportul deliberat de microorganisme în spațiu, trimise pe Pământ pentru a începe viața aici, sau trimise de pe Pământ pentru a însămânța noi sisteme stelare cu viață. Câștigătorul premiului Nobel Francis Crick, împreună cu Leslie Orgel, au propus că semințele de viață ar fi putut fi răspândite intenționat de o civilizație extraterestră avansată, dar luând în considerare o „lume ARN” timpurie, Crick a remarcat mai târziu că viața ar fi putut avea originea pe Pământ. 

### Mercur
Nava spațială MESSENGER a găsit atât gheață de apă, cât și compuși organici în cratere permanent în umbră din polul nord al lui Mercur.

### Venus
La începutul secolului al XX-lea, Venus era considerată ca fiind asemănătoare cu Pământul din punct de vedere al habilității, dar observațiile de la începutul erei spațiale au arătat că temperatura la suprafața lui Venus este de aproximativ 467 °C, făcând-o inospitalieră pentru viața de pe Pământ. De asemenea, atmosfera lui Venus este aproape complet alcătuită din dioxid de carbon, care poate fi toxic pentru viața asemănătoare cu cea de pe Pământ. La 50-60 km de suprafața planetei, presiunea și temperatura sunt asemănătoare Pământului și ar putea găzdui microorganisme extremofile termoacidofile în straturile superioare acide ale atmosferei venusiene.
În plus, Venus probabil a avut apă lichidă la suprafața sa timp de cel puțin câteva milioane de ani după formare.

### Luna
Oamenii au speculat despre viața pe Lună încă din antichitate. Una dintre primele cercetări științifice despre acest subiect a apărut într-un articol din 1878 de la Scientific American intitulat „Este Luna locuită?” Decenii mai târziu, un eseu din 1939 al lui Winston Churchill a concluzionat că Luna este puțin probabil să adăpostească viață, din cauza lipsei unei atmosfere.
Acum 3,5 până la 4 miliarde de ani în urmă, Luna ar fi putut avea un câmp magnetic, o atmosferă și apă lichidă suficiente pentru a susține viața pe suprafața sa. Regiunile calde și presurizate din interiorul Lunii ar putea conține încă apă lichidă.
Mai multe specii de viață terestră au fost aduse pentru scurt timp pe Luna, inclusiv oameni, plante de bumbac, și tardigrade.
Până în 2025, nu s-a găsit viață lunară nativă, nici semne de viață în mostrele de roci și sol de pe Lună.

### Marte

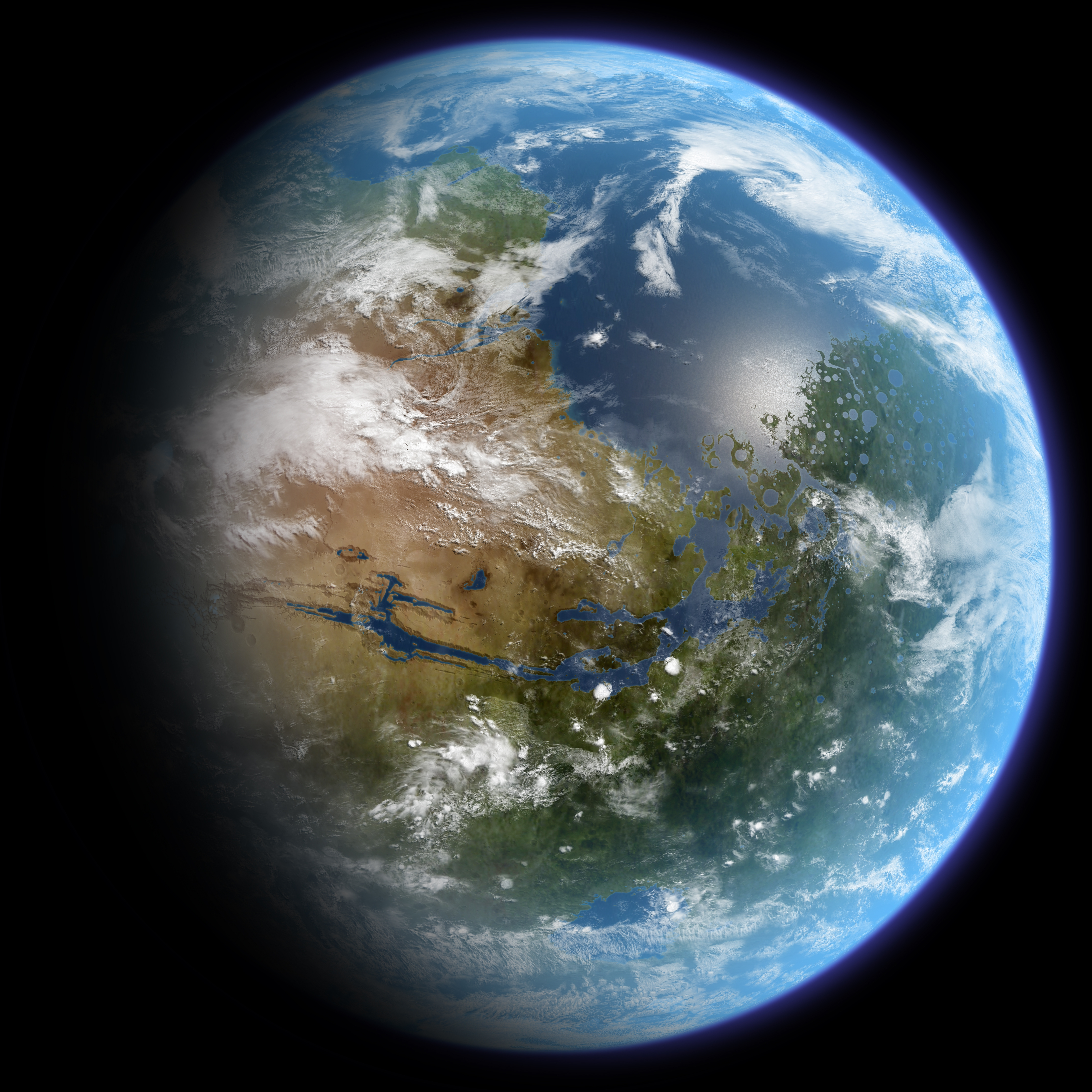
Concept artistic al terraformării planetei Marte

Viața pe Marte a fost mult timp speculată. Se crede pe scară largă că apa lichidă a existat pe Marte în trecut și acum poate fi găsită ocazional sub formă de saramură lichidă de volum redus în solul marțian de mică adâncime. Originea biosemnăturii metanului observată în atmosfera lui Marte este inexplicabilă, deși au fost propuse ipoteze care nu implică viața.
Există dovezi că Marte a avut un trecut mai cald și mai umed: au fost găsite albii uscate, calote polare, vulcani și minerale care se formează în prezența apei. Cu toate acestea, condițiile actuale de pe sub suprafața lui Marte pot susține viața.
Dovezile obținute de roverul Curiosity care a studiat Aeolis Palus în Craterul Gale în 2013 sugerează cu tărie un lac străvechi de apă dulce care ar fi putut fi un mediu primitor pentru viața microbiană.
Studiile actuale pe Marte de către roverele Curiosity și Perseverance caută dovezi ale vieții antice, inclusiv o biosferă bazată pe microorganisme autotrofe, chimotrofe și/sau chimolitoautotrofe, precum și de apă străveche, inclusiv medii fluvio-lacustre (campii legate de râuri străvechi sau lacuri) care pot fi locuite. Căutarea dovezilor de locuibilitate, tafonomia (legată de fosile) și carbonul organic de pe Marte sunt acum un obiectiv principal al NASA.

### Ceres
Ceres, singura planetă pitică din centura de asteroizi, are o atmosferă subțire de vapori de apă. Vaporii ar fi putut fi produși de vulcanii de gheață sau de sublimarea (transformarea din solid în gaz) gheții de lângă suprafață. Prezența apei pe Ceres a dus la speculații că viața ar putea fi posibilă acolo. Este unul dintre puținele locuri din Sistemul Solar unde oamenii de știință ar dori să caute posibile semne de viață. Deși planeta pitică ar putea să nu aibă viețuitoare astăzi, ar putea exista semne că a adăpostit viață în trecut.

### Sistemul Jupiter

#### Jupiter
Carl Sagan și alții în anii 1960 și 1970 au calculat condițiile pentru microorganismele ipotetice care trăiesc în atmosfera lui Jupiter. Radiația intensă și alte condiții, totuși, nu par să permită încapsularea și biochimia moleculară, așa că viața acolo este puțin probabilă. În schimb, unele dintre lunile lui Jupiter pot avea habitate capabile să susțină viața.
Oamenii de știință au indicii că oceane subterane încălzite de apă lichidă ar putea exista adânc sub scoarțele celor trei luni exterioare galileene — Europa, Ganymede, și Callisto. Misiunea EJSM/Laplace a fost planificată pentru a determina locuibilitatea acestor medii; cu toate acestea, din cauza lipsei de finanțare, programul nu a fost continuat. Misiuni similare, cum ar fi JUICE a ESA și Europa Clipper a NASA sunt în prezent în dezvoltare și sunt programate pentru lansare în 2022 și respectiv, 2024.

#### Europa

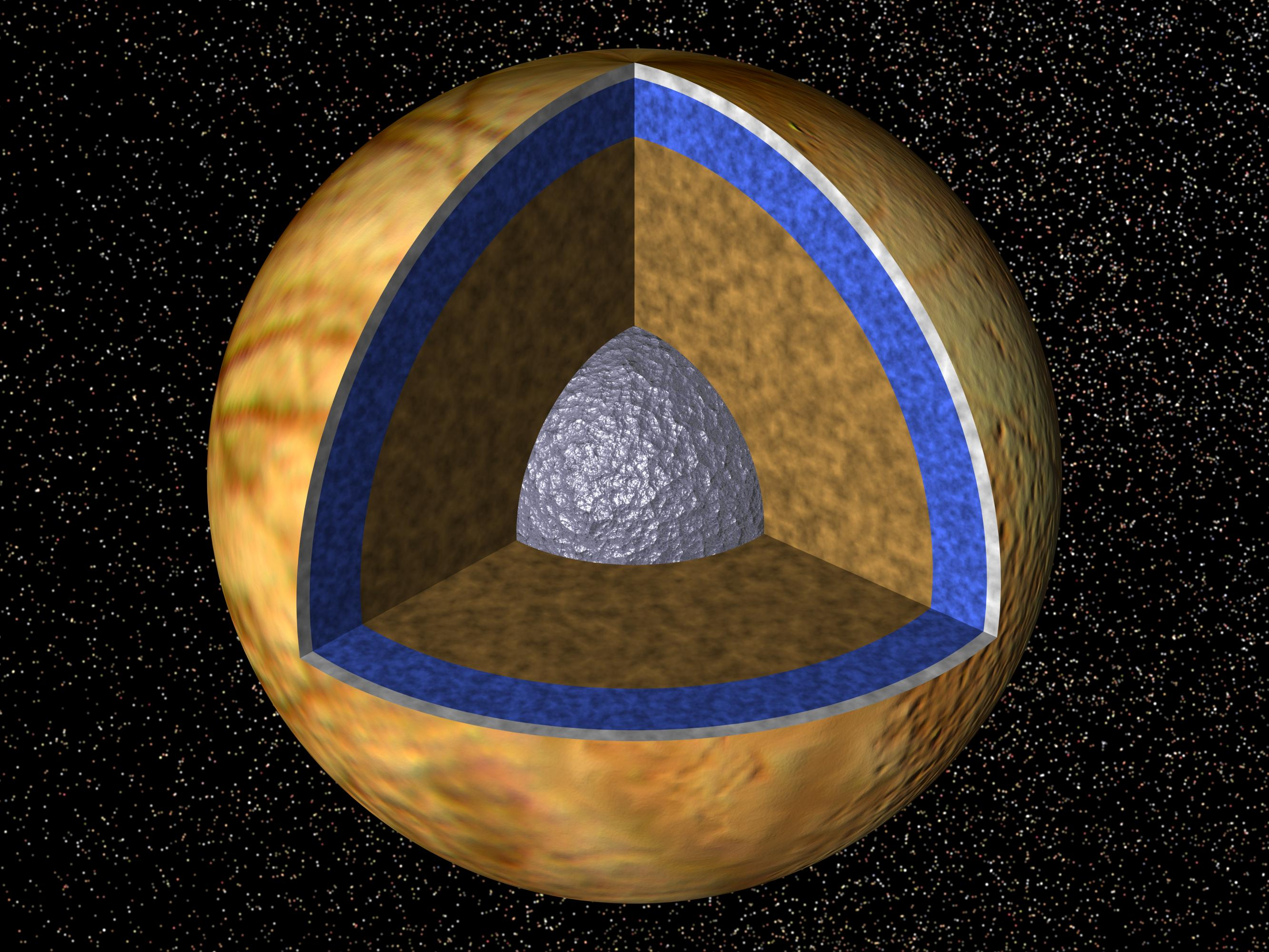
Structura internă a Europei. Albastrul reprezintă un ocean subteran. Astfel de oceane subterane ar putea adăposti viața.

Luna Europa a planetei Jupiter a făcut obiectul unor speculații cu privire la existența vieții, din cauza posibilității puternice a unui ocean cu apă lichidă sub suprafața sa de gheață. Gurile hidrotermale de pe fundul oceanului, dacă există, pot încălzi apa și ar putea fi capabile să furnizeze nutrienți și energie microorganismelor. Este, de asemenea, posibil ca Europa să susțină macrofauna aerobă folosind oxigenul creat de razele cosmice care afectează gheața de la suprafață.
În 2011, s-a descoperit că în crusta groasă și înghețată a Europei există lacuri vaste. Oamenii de știință au descoperit că straturile de gheață din jurul lacurilor par să se prăbușească în ele, oferind astfel un mecanism prin care substanțele chimice care formează viața creată în zonele luminate de Soare de pe suprafața Europei ar putea fi transferate în interiorul acesteia.
La 11 decembrie 2013, NASA a raportat detectarea de „minerale asemănătoare argilei” (în special, filosilicați), adesea asociate cu materiale organice, pe crusta înghețată a Europei. Prezența mineralelor poate fi rezultatul unei coliziuni cu un asteroid sau cu o cometă, potrivit oamenilor de știință. Misiunea Europa Clipper, care va evalua locuibilitatea Europei, este planificată pentru lansare în 2024. Oceanul subteran al Europei este considerat cel mai bun obiectiv pentru descoperirea vieții.

### Sistemul Saturn
La fel ca Jupiter, este puțin probabil ca Saturn să găzduiască viață. Cu toate acestea, s-a speculat că Titan și Enceladus au posibile habitate care susțin viața.

#### Enceladus

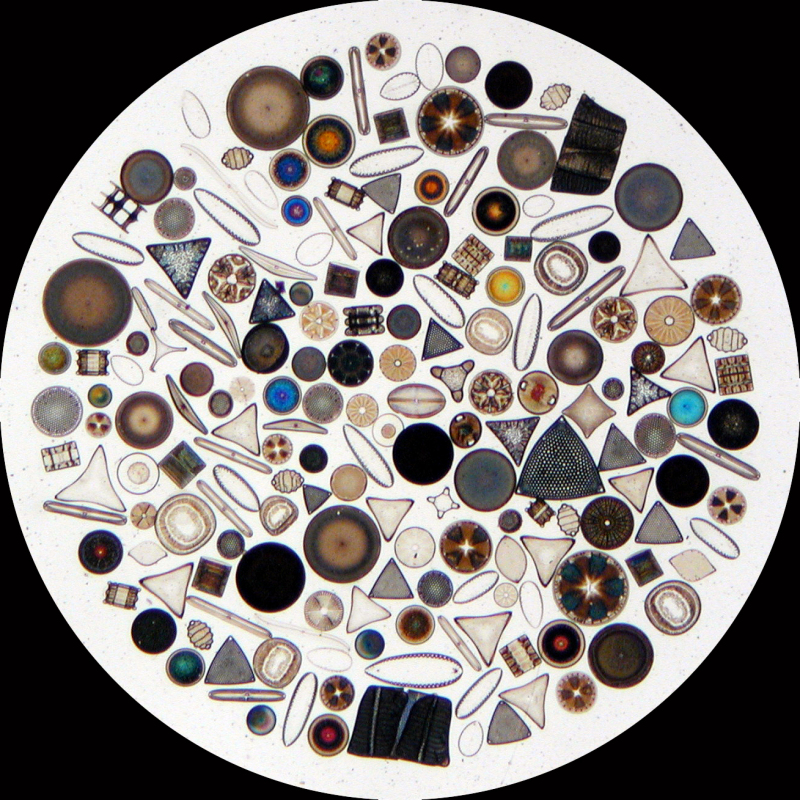
Diatomee marine – organisme pe bază de carbon care extrag siliciul din apa de mare, sub formă de oxid al acestuia și îl încorporează în pereții celulari.

Enceladus, o lună a lui Saturn, are unele dintre condițiile vieții, inclusiv activitatea geotermală și vaporii de apă, precum și posibile oceane sub gheață încălzite de efectele mareelor. Pe parcursul survolului din 2005, pintr-unul din gheizerele de pe Enceladus care împrăștie  gheață și gaz, sonda Cassini–Huygens a detectat carbon, hidrogen, azot și oxigen — toate elementele esențiale pentru susținerea vieții. Temperatura și densitatea gheizerelor indică o sursă mai caldă și apoasă sub suprafață.

#### Titan
Titan, cea mai mare lună a lui Saturn, este singura lună cunoscută din Sistemul Solar cu o atmosferă semnificativă. Datele misiunii Cassini–Huygens au respins ipoteza unui ocean global de hidrocarburi, dar mai târziu au demonstrat existența lacurilor de hidrocarburi lichide în regiunile polare — primele corpuri stabile de lichid de suprafață descoperite în afara Pământului. Analiza datelor din misiune a descoperit aspecte ale chimiei atmosferice în apropierea suprafeței care sunt în concordanță cu — dar nu dovedesc — ipoteza că organismele de acolo, dacă sunt prezente, ar putea consuma hidrogen, acetilenă și etan și ar produce metan. Misiunea Dragonfly a NASA este programată să aterizeze pe Titan la mijlocul anilor 2030 cu o dată de lansare stabilită pentru 2026.

### Corpuri mici ale Sistemului Solar
S-a speculat, de asemenea, că unele corpuri mici ale Sistemului Solar găzduiesc habitate pentru extremofili. Astronomii britanici Fred Hoyle și Chandra Wickramasinghe au propus că viața microbiană ar putea exista pe comete și asteroizi.

### Alte corpuri
Modelele care rețin căldura prin dezintegrare radioactivă în corpuri mai mici de gheață ale Sistemului Solar sugerează că Rhea, Titania, Oberon, Triton, Pluto, Eris, Sedna și Orcus pot avea oceane sub cruste solide de gheață de aproximativ 100 km grosime. Un interes deosebit în aceste cazuri este faptul că straturile lichide sunt în contact direct cu miezul stâncos, ceea ce permite amestecarea eficientă a mineralelor și a sărurilor în apă.  Acest lucru este în contrast cu oceanele care se pot afla în interiorul sateliților de gheață mai mari, cum ar fi Ganimede, Callisto sau Titan, unde se crede că straturile de gheață de înaltă presiune stau la baza stratului de apă lichidă.
Se crede că solventul ipotetic pentru viață (apa pentru Terra) este hidrogenul sulfurat, care  este destul de abundent pe luna Io a lui Jupiter și poate fi găsit sub formă lichidă la mică adâncime sub suprafață.

## Cercetări științifice
Cercetarea științifică a vieții extraterestre se desfășoară atât direct, cât și indirect. La sfârșitul anului 2021 erau identificate 4.864 de exoplanete în 3.595 de sisteme planetare, dintre care 803 sisteme au mai mult decât o planetă, iar alte planete și luni din Sistemul Solar dețin potențialul de a găzdui viața primitivă, cum ar fi microorganismele. La 8 februarie 2021, s-a raportat un status actualizat al studiilor care iau în considerare posibila detectare a formelor de viață pe Venus (prin fosfină) și Marte (prin metan).

### Cercetări directe

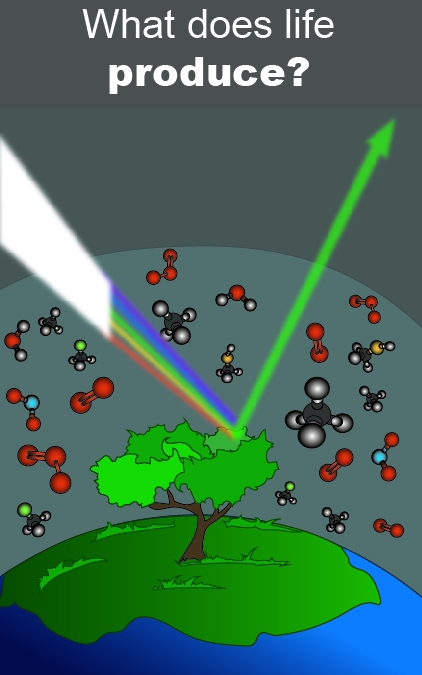
Formele de viață produc o varietate de semnături biologice care pot fi detectate de telescoape.

Oamenii de știință caută biosemnături în Sistemul Solar studiind suprafețele planetare și examinând meteoriți. Unii susțin că au identificat dovezi că viața microbiană a existat pe Marte. Un experiment pe cele două landere Viking pe Marte a raportat emisii de gaze din probele de sol marțian încălzite despre care unii oameni de știință susțin că sunt în concordanță cu prezența microorganismelor vii. Lipsa dovezilor de coroborare din alte experimente pe aceleași probe sugerează că o reacție non-biologică este o ipoteză mai probabilă. În 1996, un raport controversat a afirmat că au fost descoperite structuri asemănătoare cu nanobacterii într-un meteorit, ALH84001, format din rocă ejectată de pe Marte.

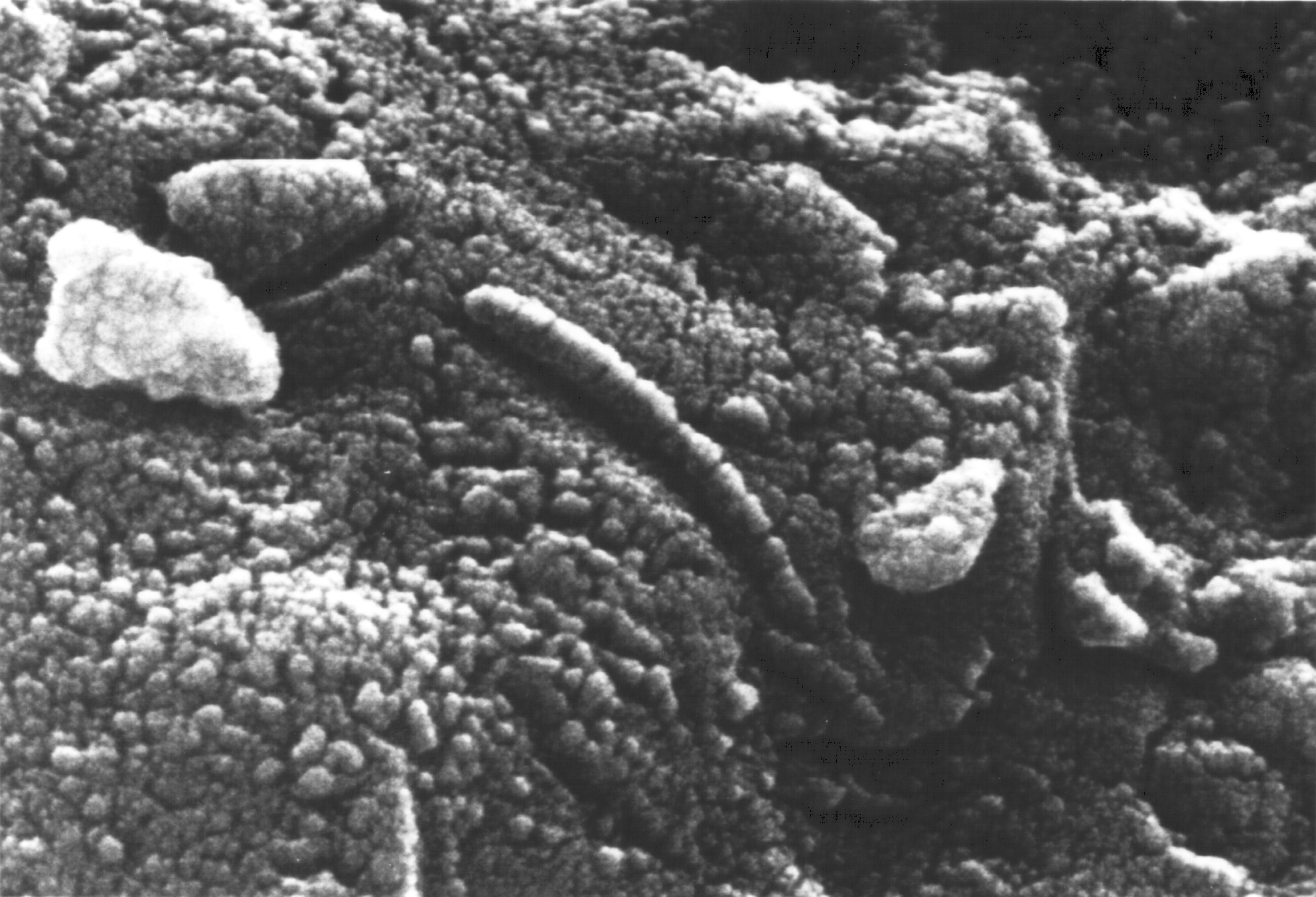
Micrografie electronică a meteoritului marțian ALH84001, care arată structuri despre care unii oameni de știință cred că ar putea fi forme de viață asemănătoare bacteriilor fosilizate

În februarie 2005, oamenii de știință de la NASA au raportat că ar fi putut găsi unele dovezi ale vieții extraterestre pe Marte. Cei doi oameni de știință, Carol Stoker și Larry Lemke de la Centrul de Cercetare Ames al NASA, și-au bazat afirmația pe semnăturile metanului găsite în atmosfera lui Marte, care seamănă cu producția de metan a unor forme de viață primitivă de pe Pământ, precum și pe propriul lor studiu asupra vieții primitive lângă râul Rio Tinto din Spania. Oficialii NASA s-au distanțat de afirmațiile oamenilor de știință, iar Stoker însăși și-a retras afirmațiile inițiale. Deși astfel de descoperiri de metan sunt încă dezbătute, există sprijin în rândul unor oameni de știință pentru existența vieții pe Marte.
În noiembrie 2011, NASA a lansat Mars Science Laboratory care a aterizat roverul Curiosity pe Marte, în craterul Gale. Roverul a fost conceput pentru a evalua locuibilitatea trecută și prezentă pe Marte folosind o varietate de instrumente științifice.
Ipoteza Gaia stipulează că orice planetă cu o populație robustă de viață va avea o atmosferă în dezechilibru chimic, care este relativ ușor de determinat de la distanță prin spectroscopie. Cu toate acestea, sunt necesare progrese semnificative în capacitatea de a găsi lumina din lumi stâncoase mai mici din apropierea stelelor lor înainte ca astfel de metode spectroscopice să poată fi utilizate pentru a analiza planetele extrasolare. În acest sens, Institutul Carl Sagan a fost fondat în 2014 și este dedicat caracterizării atmosferice a exoplanetelor din zonele circumstelare locuibile. Datele spectroscopice planetare vor fi obținute de la telescoape precum WFIRST și ELT.
În august 2011, descoperirile NASA, bazate pe studiile meteoriților găsiți pe Pământ, sugerează că componentele ADN și ARN (adenină, guanină și molecule organice înrudite), blocuri pentru viața așa cum o cunoaștem, ar putea fi formate extraterestru în spațiul cosmic. În octombrie 2011, oamenii de știință au raportat că praful cosmic conține materie organică complexă („solide organice amorfe cu o structură mixtă aromatic-alifatic”) care ar putea fi creată în mod natural și rapid de stele. Unul dintre oamenii de știință a sugerat că acești compuși ar fi putut fi legați de dezvoltarea vieții pe Pământ și a spus că, „ar fi fost mai ușor ca viața pe Pământ să înceapă, deoarece aceste substanțe organice pot servi drept ingrediente de bază pentru viață”.
În august 2012, în premieră mondială, astronomii de la Universitatea din Copenhaga au raportat detectarea unei anumite molecule de zahăr, glicolaldehida, într-un sistem stelar îndepărtat. Molecula a fost găsită în jurul protostelei binare IRAS 16293-2422, care este situată la 400 de ani-lumină de Pământ. Glicolaldehida este necesară pentru a forma acidul ribonucleic sau ARN, care are o funcție similară cu ADN-ul. Această descoperire sugerează că molecule organice complexe se pot forma în sistemele stelare înainte de formarea planetelor, ajungând în cele din urmă pe planetele tinere la începutul formării lor.

### Cercetări indirecte
Proiecte precum SETI monitorizează galaxia pentru comunicații electromagnetice interstelare de la civilizații din alte lumi. Dacă există o civilizație extraterestră avansată, nu există nici o garanție că aceasta transmite comunicații radio în direcția Pământului sau că această informație ar putea fi interpretată ca atare de către oameni. Durata de timp necesară pentru ca un semnal să traverseze vastitatea spațiului înseamnă că orice semnal detectat în prezent ar veni dintr-un trecut îndepărtat.
Prezența elementelor grele în spectrul de lumină al unei stele este o altă biosemnătură potențială; astfel de elemente ar fi găsite (teoretic) dacă steaua ar fi folosită ca incinerator/depozitar pentru deșeurile nucleare.

### Planete extrasolare

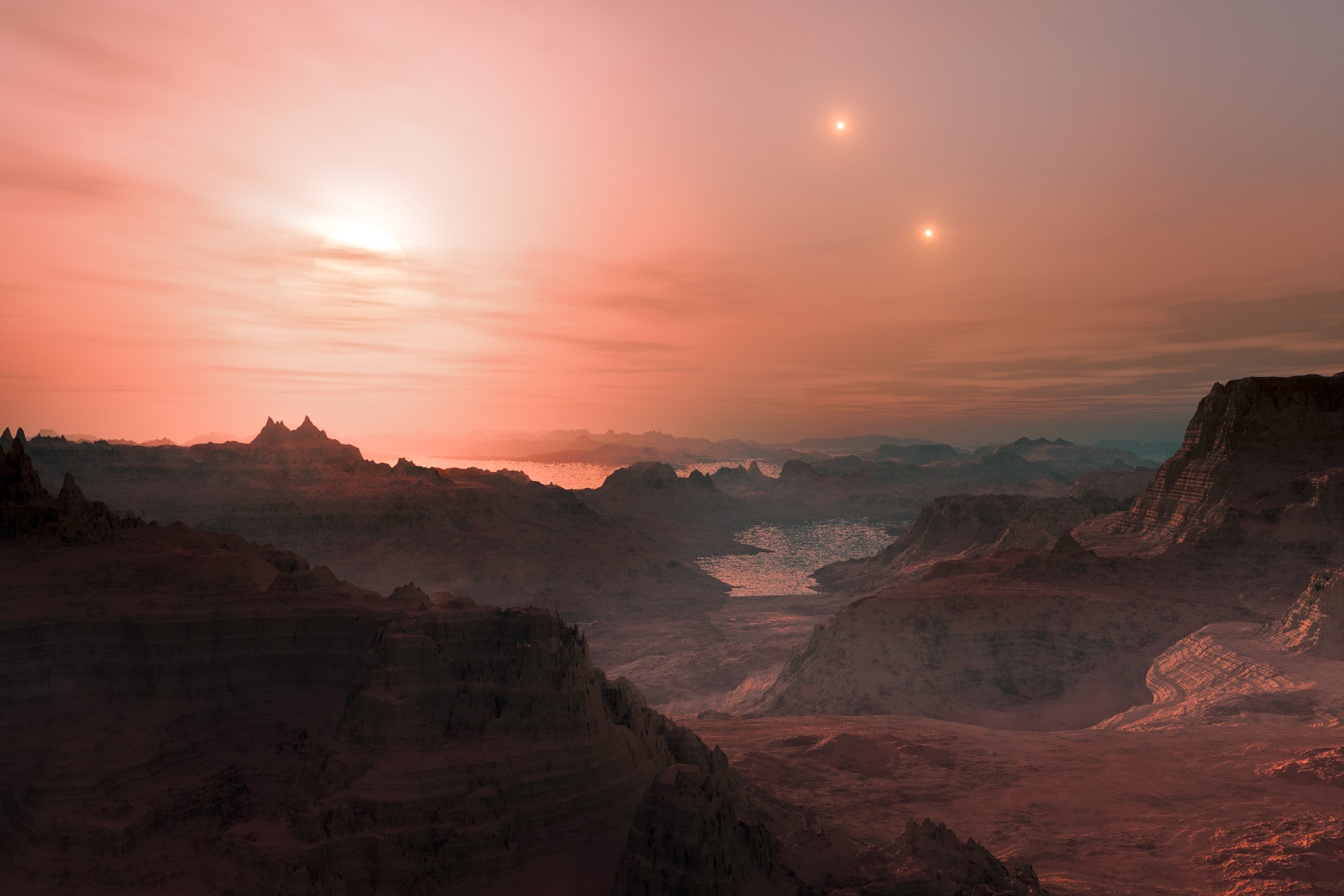
Concept artist al planetei GJ 667 Cc, potențial locuibilă, care orbitează în jurul unei pitice roșii dintr-un sistem stelar trinar

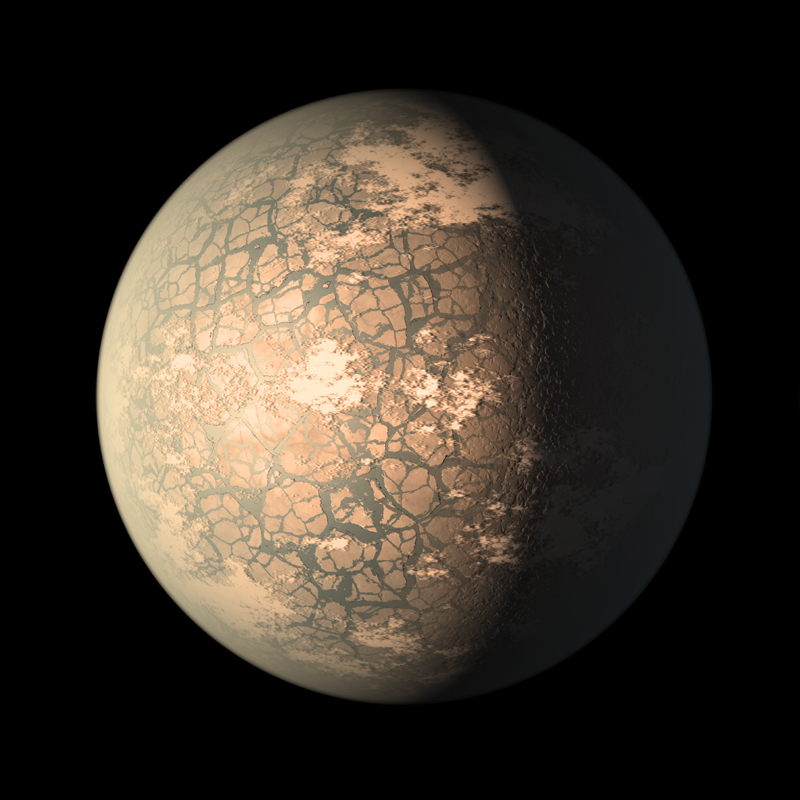
Concept artistic a exoplanetei TRAPPIST-1f, situată la 40 de ani-lumină de Terra.

Unii astronomi caută planete extrasolare care pot fi propice vieții, restrângând căutarea la planete telurice din zonele locuibile ale stelelor lor. Din 1992 au fost descoperite peste patru mii de exoplanete (4.864 de planete în 3.595 de sisteme planetare, inclusiv 803 de sisteme planetare multiple la 1 noiembrie 2021). Planetele extrasolare descoperite până acum variază în dimensiune de la cea a planetelor telurice  similare cu dimensiunea Pământului până la cea a giganților gazos mai mari decât Jupiter. Numărul de exoplanete observate este de așteptat să crească foarte mult în următorii ani.
Telescopul apațial Kepler a detectat câteva mii de planete candidate, din care aproximativ 11% pot fi fals pozitive.
Există cel puțin o planetă în medie per stea. Aproximativ 1 din 5 stele asemănătoare Soarelui  au o planetă „de dimensiunea Pământului” în zona locuibilă, fiind de așteptat ca cea mai apropiată să fie la o distanță de 12 ani-lumină de Pământ. Presupunând că există 200 de miliarde de stele în Calea Lactee, ar fi 11 miliarde de planete potențial locuibile de dimensiunea Pământului în Calea Lactee, crescând la 40 de miliarde dacă sunt incluse piticele roșii. Planetele interstelare din Calea Lactee s-ar putea număra în trilioane.
Cea mai apropiată exoplanetă cunoscută este Proxima Centauri b, situată la 4,2 ani-lumină (1,3 pc) de Pământ, în constelația sudică a lui Centaurus.
Cea mai mare exoplanetă descoperită, clasificată de NASA Exoplanet Archive, este HD 100546 b, cu o dimensiune a planetei și a discului înconjurător] de aproximativ 6,9 raze Jupiter. Dimensiunea planetei o pune aproape de granița dintre o planetă mare și o pitică cenușie. Aproape toate planetele detectate până acum se află în Calea Lactee, dar au existat și câteva posibile detectări de planete extragalactice. Studiul despre habitabilitatea planetară ia în considerare și o gamă largă de alți factori în determinarea caracterului adecvat al unei planete pentru a găzdui viață.
Un semn că o planetă probabil conține deja viață este prezența unei atmosfere cu cantități semnificative de oxigen, deoarece acest gaz este foarte reactiv și, în general, nu ar dura mult fără reumplere constantă. Această reaprovizionare are loc pe Pământ prin intermediul organismelor fotosintetice. O modalitate de a analiza atmosfera unei exoplanete este prin spectrografie atunci când aceasta își tranzitează steaua, deși acest lucru ar putea fi fezabil doar cu stele slabe precum piticele albe.

## Ecuația lui Drake
În 1961, astronomul și astrofizicianul american Frank Drake de la Universitatea din California, Santa Cruz, a conceput ecuația Drake ca o modalitate de a stimula dialogul științific la o întâlnire privind căutarea inteligenței extraterestre (SETI). Ecuația Drake este un argument probabilistic folosit pentru a estima numărul de civilizații extraterestre active, comunicative din galaxia Calea Lactee.
Ecuația este cel mai bine înțeleasă nu ca o ecuație în sens strict matematic, ci pentru a rezuma toate conceptele diferite pe care oamenii de știință trebuie să le considere atunci când iau în considerare problema vieții în altă parte. Ecuația lui Drake este: 
{\displaystyle N=R_{\ast }\cdot f_{p}\cdot n_{e}\cdot f_{\ell }\cdot f_{i}\cdot f_{c}\cdot L}
unde:
N = numărul de civilizații ale galaxiilor din Calea Lactee care sunt deja capabile să comunice în spațiul interplanetar
și
R* = rata medie de formare a stelelor în galaxia noastră
fp =  fracțiunea acelor stele care au planete
ne =  numărul mediu de planete care pot susține viața
fl = fracțiunea de planete care susțin de fapt viața
fi = fracțiunea de planete cu viață care evoluează pentru a deveni viață inteligentă (civilizații)
fc =  fracțiunea de civilizații care dezvoltă o tehnologie pentru a difuza în spațiu semne detectabile ale existenței lor
L = perioada de timp în care astfel de civilizații transmit semnale detectabile în spațiu
Estimările propuse de Drake sunt după cum urmează, dar s-a agreat că numerele din partea dreaptă a ecuației sunt speculative și deschise înlocuirii:
{\displaystyle 10{.}000=5\cdot 0.5\cdot 2\cdot 1\cdot 0.2\cdot 1\cdot 10{.}000}
Ecuația Drake s-a dovedit controversată, deoarece mulți dintre factorii săi sunt nesiguri și se bazează pe presupuneri, nepermițând să se tragă concluzii. Acest lucru i-a determinat pe critici să eticheteze ecuația ca guesstimate (cuvânt telescopat englezesc de la a ghici și a estima), sau chiar fiind fără sens. 
Pe baza observațiilor de la Telescopul Spațial Hubble, există între 125 și 250 de miliarde de galaxii în Universul observabil. Se estimează că cel puțin zece la sută din toate stelele asemănătoare Soarelui au un sistem de planete, adică există 6,25×1018 stele cu planete care le orbitează în Universul observabil. Chiar dacă se presupune că doar una dintr-un miliard dintre aceste stele are planete care susțin viață, ar exista aproximativ 6,25 miliarde de sisteme planetare care susțin viața în Universul observabil. 
Un studiu din 2013 bazat pe rezultatele telescopului Kepler a estimat că în Calea Lactee există cel puțin la fel de multe planete câte stele, rezultând 100-400 de miliarde de exoplanete. De asemenea, pe baza datelor Kepler, oamenii de știință estimează că cel puțin una din șase stele are o planetă de dimensiunea Pământului.
Aparenta contradicție dintre estimările ridicate ale probabilității existenței civilizațiilor extraterestre și lipsa dovezilor pentru astfel de civilizații este cunoscută sub numele de paradoxul Fermi.

## Impactul cultural

#### Pluralism cosmic

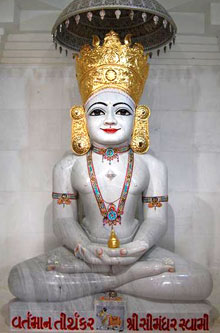
Statuia lui Simandhara, un iluminat în mitologia jainistă, despre care se credea că locuiește pe o altă planetă

Pluralismul cosmic, pluralitatea lumilor, sau pur și simplu pluralismul, descrie credința filosofică în numeroase „lumi” în afară de Pământ, care ar putea adăposti viață extraterestră. Înainte de dezvoltarea teoriei heliocentrice și de recunoașterea faptului că Soarele este doar una dintre multe stele, noțiunea de pluralism era în mare parte mitologică și filosofică.
Cea mai veche afirmație consemnată despre viața umană extraterestră se găsește în scripturile antice ale jainismului. Există mai multe „lumi” menționate în scripturile jainiste care susțin viața umană. Printre acestea se numără: Bharat Kshetra, Mahavideh Kshetra, Airavat Kshetra, Hari kshetra, etc. Scriitori musulmani medievali precum Fakhr al-Din al-Razi și Muhammad al-Baqir au susținut pluralismul cosmic pe baza Coranului.
Odată cu revoluția științifică și revoluția copernicană, și mai târziu, în timpul Iluminismului, pluralismul cosmic a devenit o noțiune dominantă, susținută de oameni ca Bernard le Bovier de Fontenelle în lucrarea sa din 1686 Entretiens sur la pluralité des mondes. Astronomul Camille Flammarion a promovat noțiunea de pluralism cosmic în cartea sa din 1862 La pluralité des mondes habités. Nici una dintre aceste noțiuni de pluralism nu s-a bazat pe vreo observație specifică sau pe informații științifice.

#### Perioada modernă timpurie

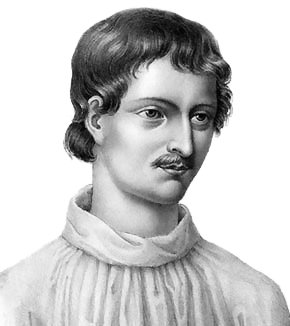
Giordano Bruno, creatorul lucrării De l'Infinito Universo et Mondi, 1584

A existat o schimbare dramatică în gândire inițiată de invenția telescopului și de deconstrucția de către Copernic a cosmologiei geocentrice. Odată ce a devenit clar că Pământul este doar o planetă printre nenumărate corpuri din Univers, teoria vieții extraterestre a început să devină un subiect în comunitatea științifică. Cel mai cunoscut susținător modern timpuriu al unor astfel de idei a fost filosoful italian Giordano Bruno, care în secolul al XVI-lea a susținut ideea unui Univers infinit în care fiecare stea este înconjurată de propriul sistem planetar. Bruno a scris că alte lumi „nu au o putere mai mică, nici o natură diferită de pământul nostru” și, la fel ca Pământul, „conțin animale și locuitori”.
La începutul secolului al XVII-lea, astronomul ceh Anton Maria Schyrleus din Rheita a gândit că „dacă Jupiter are (...) locuitori (...) trebuie să fie mai mari și mai frumoși decât locuitorii Pământului, proporțional cu [caracteristicile”. ] din cele două sfere”.
În literatura barocă, precum The Other World: The Societies and Governments of the Moon de Cyrano de Bergerac, societățile extraterestre sunt prezentate ca parodii umoristice sau ironice ale societății pământești. Poetul didactic Henry More a preluat tema clasică a grecului Democrit în „Democritus Platonissans, or an Essay On the Infinity of Worlds” (1647). În „The Creation: a Philosophical Poem in Seven Books” (1712), Sir Richard Blackmore a observat: „Putem spune că fiecare sferă susține o rasă / De viețuitoare adaptate locului”. Cu noul punct de vedere relativ pe care l-a produs revoluția copernicană, el a scris că „soarele lumii noastre / devine o stea altundeva”.„Conversațiile despre pluralitatea lumilor” ale lui Fontanelle au oferit excursii similare asupra posibilității vieții extraterestre, extinzând, mai degrabă decât negând, sfera unui Creator.
Posibilitatea extratereștrilor a rămas o speculație larg răspândită pe măsură ce descoperirea științifică s-a accelerat. William Herschel, descoperitorul planetei Uranus, a fost unul dintre mulți astronomi din secolele XVIII-XIX care credeau că Sistemul Solar este populat de viață extraterestră. Printre alți savanți ai perioadei care au susținut „pluralismul cosmic” s-au numărat Immanuel Kant și Benjamin Franklin. La apogeul Iluminismului, chiar și Soarele și Luna erau considerate candidați pentru locuitori extratereștri.

#### Secolul XIX

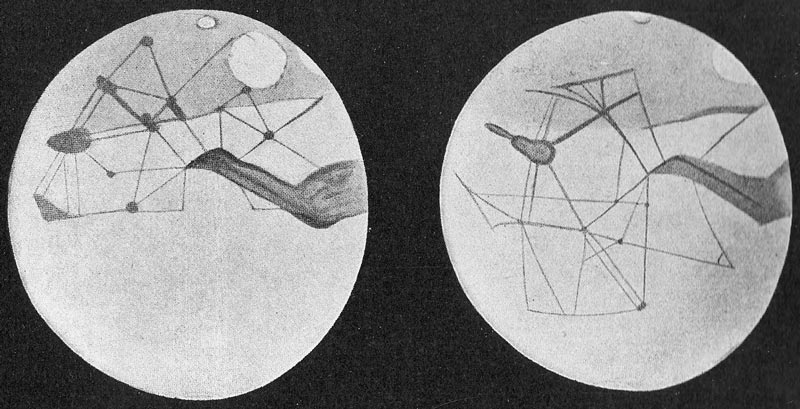
Canale marțiane artificiale, descrise de Percival Lowell

Speculațiile despre viața de pe Marte au crescut la sfârșitul secolului al XIX-lea, în urma observației telescopice a canalelor marțiane – care, totuși, în curând s-au dovedit a fi iluzii optice. În ciuda acestui fapt, în 1895, astronomul american Percival Lowell și-a publicat cartea Marte, urmată de Marte și canalele sale în 1906,  o propunere conform căreia canalele ar fi fost opera unei civilizații antice marțiane care dispăruse de mult. Ideea vieții pe Marte l-a determinat pe scriitorul britanic H. G. Wells să scrie romanul Războiul lumilor publicat în 1898, o idee populară a „invaziei marțiane” a Pământului. Difuzarea radiofonică a romanului lui Wells, realizată în 1938 de Orson Welles pe rețeaua CBS Radio, a condus la isterie, deoarece ar fi sugerat multor ascultători că o invazie marțiană era într-adevăr în curs.
Analiza spectroscopică a atmosferei lui Marte a început în mod serios în 1894, când astronomul american William Wallace Campbell a arătat că nici apă, nici oxigen nu erau prezente în atmosfera marțiană. Până în 1909, telescoapele mai bune și cea mai bună opoziție perihelică a lui Marte din 1877 au pus capăt definitiv ipotezei canalelor.
Genul  science fiction, deși nu se numea așa la acea vreme, s-a dezvoltat la sfârșitul secolului al XIX-lea.  Jules Verne, în De la Pământ la Lună (1865) și continuarea sa, În jurul Lunii (1869), prezintă o discuție despre posibilitatea vieții pe Lună, dar cu concluzia că obiectul ceresc este arid.

#### Secolul XX

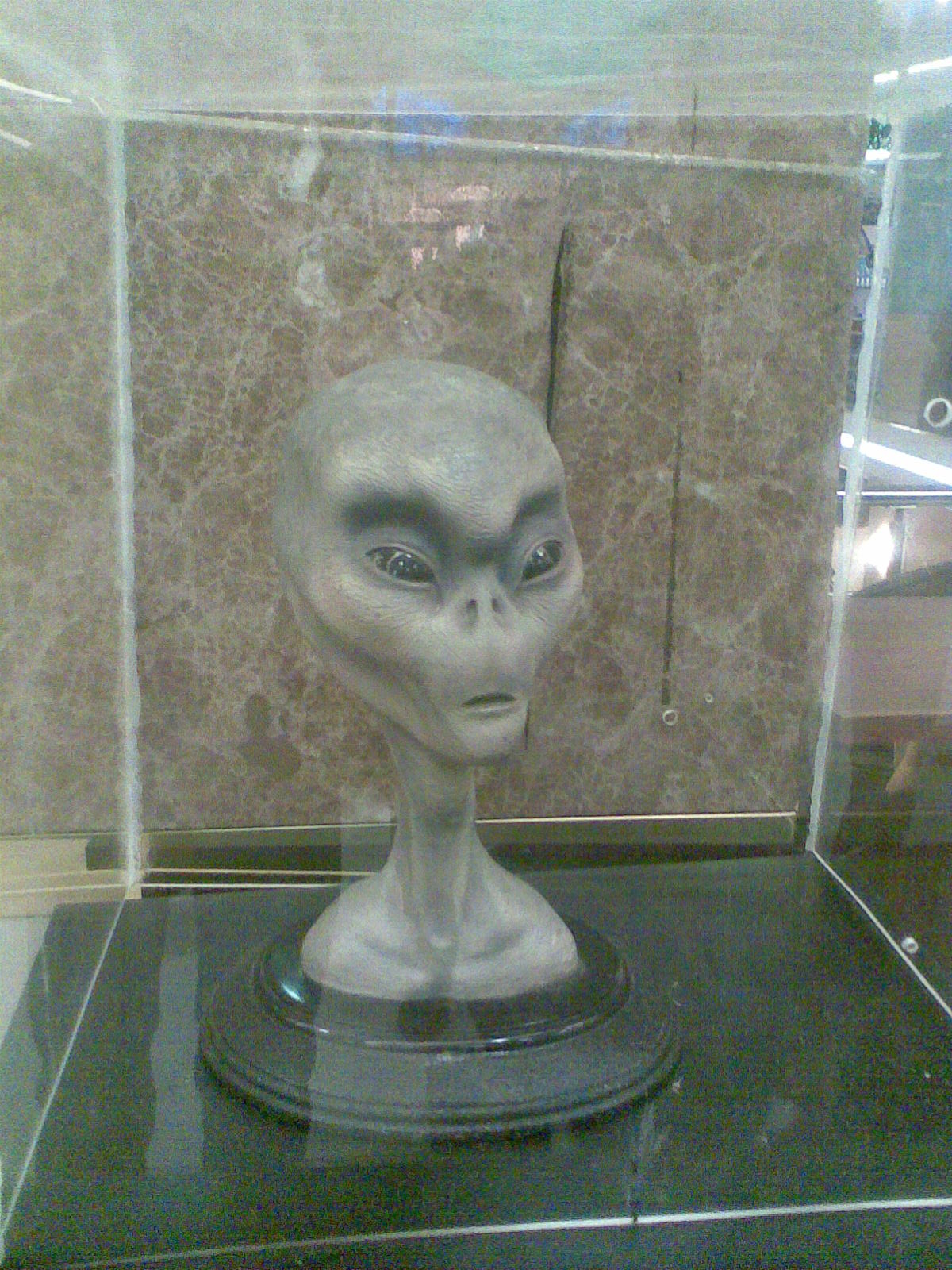
Percepția populară a unui „extraterestru”, aici expusă la Muzeul OZN.

Cele mai multe obiecte zburătoare neidentificate sau observări OZN  pot fi explicate cu ușurință ca observări de aeronave de pe Pământ, obiecte astronomice cunoscute sau drept farse. O anumită fracțiune a publicului crede că OZN-urile ar putea fi de fapt de origine extraterestră, iar noțiunea a avut influență asupra culturii populare.
Posibilitatea vieții extraterestre pe Lună a fost exclusă în anii 1960, iar în anii 1970 a devenit clar că majoritatea celorlalte corpuri ale Sistemului Solar nu adăpostesc viață foarte dezvoltată, deși problema vieții primitive pe corpurile din Sistemul Solar rămâne deschisă.

#### Istoria recentă
Eșecul de până acum al programului SETI de a detecta un semnal radio inteligent după decenii de efort a estompat cel puțin parțial optimismul predominant al începutului erei spațiale. Credința în ființe extraterestre continuă să fie exprimată în pseudoștiință, teorii ale conspirației și folclor popular, în special „Zona 51” și legende. A devenit o figură de stil de cultură pop, tratată mai puțin decât serios în divertismentul popular.
Cu cuvintele lui Frank Drake de la SETI, „Tot ce știm cu siguranță este că cerul nu este plin de emițătoare puternice de microunde”. Drake a remarcat că este absolut posibil ca tehnologia avansată să conducă la comunicarea într-un alt mod decât transmisia radio convențională. În același timp, datele returnate de sondele spațiale și pașii uriași în metodele de detectare au permis științei să înceapă să delimiteze criteriile de locuibilitate pe alte lumi și să confirme că cel puțin există multe alte planete, deși extratereștrii rămân un semn de întrebare. Semnalul Wow! detectat în 1977 de un proiect SETI, rămâne un subiect de dezbatere speculativă.

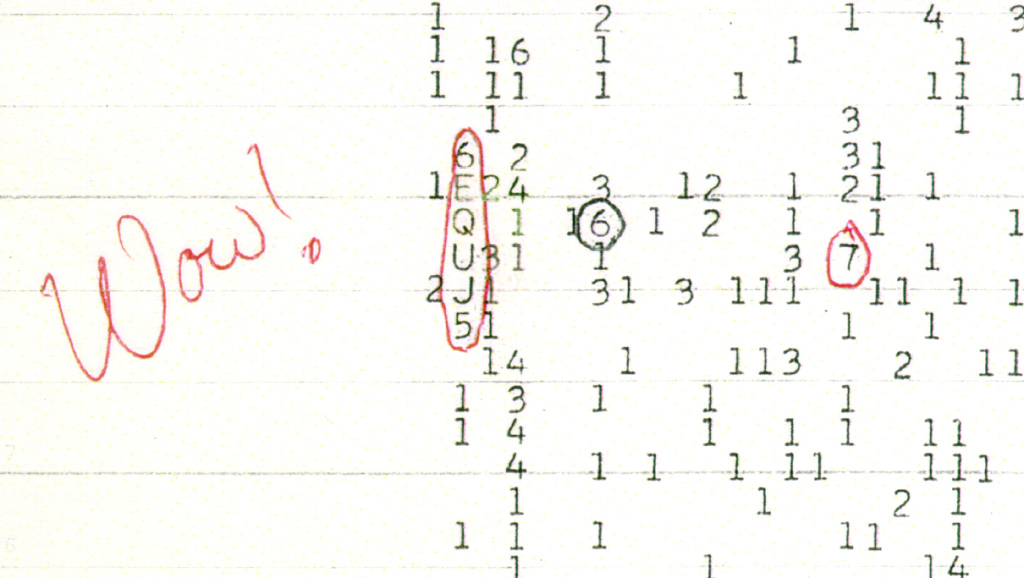
Semnalul Wow! reprezentat ca „6EQUJ5”. Imprimarea originală cu exclamația scrisă de mână a lui Ehman este păstrată de Ohio History Connection. Era îndreptat către sistemul Proxima Centauri. Semnalul a fost folosit pentru a sprijini căutarea inteligenței extraterestre.

În 2000, geologul și paleontologul Peter Ward și astrobiologul Donald Brownlee au publicat o carte intitulată Rare Earth: Why Complex Life is Uncommon in the Universe. În ea, au discutat ipoteza Pământului Rar, în care susțin că viața asemănătoare Pământului este rară în Univers, în timp ce viața microbiană este comună. Ward și Brownlee sunt deschiși la ideea de evoluție pe alte planete care nu se bazează pe caracteristici esențiale asemănătoare Pământului (cum ar fi ADN-ul și carbonul).
Fizicianul teoretician Stephen Hawking a avertizat în 2010 că oamenii nu ar trebui să încerce să contacteze forme de viață extraterestre. El a avertizat că extratereștrii ar putea jefui Pământul pentru resurse. „Dacă extratereștrii ne vizitează, rezultatul ar fi ca atunci când Columb a aterizat în America, ceea ce nu a ieșit bine pentru nativii americani”, a spus el. Jared Diamond a exprimat anterior îngrijorări similare.
În 2013, a fost descoperită exoplaneta Kepler-62f, împreună cu Kepler-62e și Kepler-62c. Un număr special conex al revistei Science, publicat mai devreme, a descris descoperirea exoplanetelor.
La 17 aprilie 2014, a fost anunțată public descoperirea exoplanetei Kepler-186f de dimensiunea Pământului, situată la 500 de ani-lumină de Pământ; este prima planetă de dimensiunea Pământului care a fost descoperită în zona locuibilă și s-a emis ipoteza că ar putea exista apă lichidă pe suprafața sa.
La 13 februarie 2015, oamenii de știință (inclusiv Geoffrey Marcy, Seth Shostak, Frank Drake și David Brin) la o convenție a Asociației Americane pentru Progresul Științei, au discutat despre SETI activ și dacă transmiterea unui mesaj către posibili extratereștri inteligenți din Cosmos a fost o idee bună; rezultatul a fost o declarație, semnată de mulți, conform căreia „o discuție științifică, politică și umanitară la nivel mondial trebuie să aibă loc înainte de trimiterea oricărui mesaj”.
La 20 iulie 2015, fizicianul britanic Stephen Hawking și miliardarul rus Yuri Milner, împreună cu Institutul SETI, au anunțat un efort bine finanțat, numit Breakthrough Initiatives, pentru a extinde eforturile de căutare a vieții extraterestre. Grupul a contractat serviciile telescopului Robert C. Byrd Green Bank de 100 de metri din Virginia de Vest, în Statele Unite, și telescopului Parkes de 64 de metri din New South Wales, Australia.
Sondajele recente realizate de compania Gallop au descoperit că convingerile americanilor cu privire la OZN s-au schimbat semnificativ în scurt timp, un sondaj din 2021 constatând că 41% dintre respondenți cred că cel puțin „unele [observări raportate] au fost nave spațiale extraterestre”, în timp ce 50% cred că „totul se explică prin activitatea umană/fenomen natural”. Același sondaj realizat în 2019 a constatat că doar 33% au atribuit unele observări OZN ca fiind extraterestre, în timp ce 60% credeau că toate observările ar putea fi explicate de fenomene umane sau naturale. Pe scurt, într-un interval de mai puțin de doi ani, procentul de americani estimat că ei cred în vizitele navelor spațiale extraterestre pe Pământ a crescut cu 8 puncte procentuale (41% la 50%), în timp ce procentul americanilor care atribuie toate fenomenele OZN „fenomenelor umane sau naturale” a scăzut cu 10 puncte (60% până la 50%), cu o ușoară creștere la americanii care au „nici o părere” (7% până la 9%).
Creșterea credinței și a interesului pentru fenomenele extraterestre este o urmare a creșterii acoperirii OZN în publicațiile de știri și media, ca urmare a „înregistrărilor scurse” din 2019 cu obiecte zburătoare misterioase, realizate de piloții marinei americane, cunoscute acum colocvial ca „videoclipuri cu OZN-uri ale Pentagonului”, deși Departamentul Apărării nu a indicat în mod explicit aceste OZN-uri sau orice implică extratereștri. În 2020, Marina a comandat un grup operativ pentru a studia „fenomenele aeriene neidentificate”.